# Walcha
Walcha is een plaats in de Australische deelstaat New South Wales en telt 1486 inwoners (2006).
De eerste 'kraker' van het district was Schots, Hamilton Collins Sempill. Hij vestigde zich vlak bij Oxley's Camp naast een waterbron van de Aspley River. Dit werd later bekend als Wolka of Walcha. Misschien kwam de naam van het inheemse woord Wolka maar waarschijnlijk is de naam geïnspireerd door het Nederlandse gebied Walcheren. Vlak bij Walcha ligt namelijk ook de plaats Bergen op Zoom. Deze plaatsen waren welbekend bij de eerste kolonisten vanwege de Walcherenexpeditie.